# Alfie Solomons
Alfie Solomons és un personatge fictici interpretat per el actor anglés Tom Hardy en el drama criminal britànic Peaky Blinders.
És el líder d'una colla jueva amb seu en Camden Town i va ser presentat en la temporada 2. El personatge ha tingut un impacte cultural massiu i ha rebut elogis de la crítica.

## Càsting i antecedents
Els detalls exactes del procés de càsting no s'han revelat, però el personatge de Alfie Solomons no es va dissenyar amb Tom Hardy en ment inicialment.
El personatge està basat en fets reals; un gánster jueu anomenat Alfred Solomon.
L'escriptor de Peaky Blinders Steven Knight va afirmar que "ho hem retratat com a divertit però amb un caràcter avantguardista. Les bandes jueves del East End haurien estat igualment famoses, però per alguna raó la història sembla haver recordat a Alfie Solomons. No sé per què. Potser, va ser processat amb més freqüència ". En la sèrie, Solomons és el líder d'una banda jueva amb seu en Camden Town i dirigeix una destil·leria il·legal.

## Recepció de la crítica
Medium descriu al personatge de Alfie Solomons com 'El personatge que més roba escenes de tots els temps', comentant que "Mai he entès si Alfie estava destinat a ser un vilà o una pel·lícula còmica o una combinació de tots dos, però mai he estimava més cada segon del temps que algú pansa enfront de la pantalla".
Tom French, que escriu per a Den of Geek, elogia el debut del personatge i escriu que complementa bé als altres, "Solomons és immediatament atractiu, es mostra excèntric, sàdic i danyat alhora. L'actuació evoca elements dels rols de Hardy del passat, i el personatge encaixa perfectament al món de Peaky Blinders".
Un article en The Independent va elogiar a Tom Hardy, dient que "Tom Hardy té un valor tan bo al programa, ja que ha creat un dels seus personatges amb sentiments més autèntics malgrat estar amb prou feines en ell".